# Aviculariinae
Die Aviculariinae sind eine Unterfamilie innerhalb der Familie der Vogelspinnen (Theraphosidae), die der Ordnung der Webspinnen (Araneae) angehört. Bei den Gattungen und Arten handelt es sich überwiegend um arboreale (baumbewohnende) Vogelspinnen, die endemisch – d. h. ausschließlich – in Amerika vertreten sind. Lediglich ausgewachsene und/oder fast ausgewachsene Individuen der Gattung Ephebobus sind terrestrisch lebend (bodenbewohnend).
Die arboreale Lebensweise wird den Vertretern der Unterfamilie durch gut ausgebildete Scopulae (Polster aus Hafthaaren) sowie Büschel an den Klauen der Tarsen (Fußglieder) ermöglicht. Neben dem stark ausgeprägten Sexualdimorphismus (Unterschied der Geschlechter) der ausgewachsenen Individuen ist ebenfalls das Erscheinungsbild der Jungtiere typisch, das erheblich von demjenigen der Ausgewachsenen abweicht: Die Jungtiere sind zumeist deutlich auffälliger gefärbt. Die Arten der Aviculariinae besitzen Brennhaare und verteidigen sich, indem sie einem möglichen Prädatoren (Fressfeind) das mit den Brennhaaren bestückte Opisthosoma (Hinterleib) entgegenhalten. Auch hier bildet die Gattung Ephebobus, bei der die Brennhaare auf den Pedipalpen (umgewandelte Extremitäten im Kopfbereich) befindlich sind, eine Ausnahme. Sie schleudern die Brennhaare durch „Bombardieren“ einem Angreifer entgegen.
Die Systematik mitsamt der Taxonomie der Unterfamilie wurde in der Vergangenheit vermehrt diskutiert und von verschiedenen Autoren untersucht. Dabei fanden mehrfach Erstbeschreibungen von oder auch Transferierungen einzelner Taxa von der Unterfamilie der Aviculariinae in andere oder umgekehrt statt.

## Merkmale

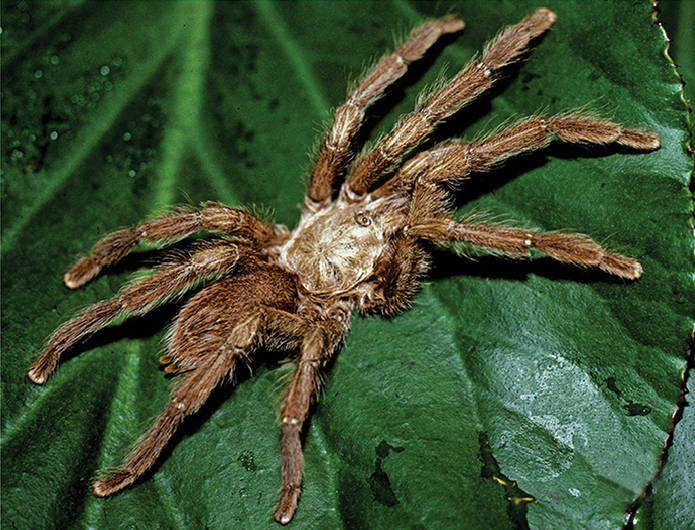
Männchen von Caribena laeta

Bei den zu der Unterfamilie der Aviculariinae zählenden Arten handelt es sich um unterschiedlich große und gefärbte Vertreter innerhalb der Familie der Vogelspinnen (Theraphosidae). Morphologisch (Struktur und Form betreffend) können die Vertreter der Aviculariinae von anderen Vogelspinnen  insbesondere durch die kaum bis gar nicht mit Stacheln besetzten Beine und durch die lateral (seitlich) verlängerten Scopulae (Bedeckungen aus Haftsetae) differenziert werden. Durch die Scopulae nehmen die Beinanhänge ein spatelförmiges Erscheinungsbild an. Ein anderes Eigenmerkmal der Unterfamilie innerhalb der Familie der Vogelspinne ist das Fehlen stacheliger Setae (chitinisierter Haare) an dem prolateralen (vorgesetzt seitlichen) Bereich der Laden (umgebildete Coxen, bzw. Hüftglieder der Pedipalpen).
Die Arten der Aviculariinae besitzen, wie für baumbewohnende Vogelspinnen (Theraphosidae) üblich, gut ausgebildete Büschel an den Tarsalklauen sowie Scopulae an den Tarsen (Fußglieder) und Metatarsen (Fersenglieder). Diese dienen dem Anheften. Außerdem sind sie wichtig für die Lokomotion und beim Jagen, da ohne diese Strukturen das Klettern an vertikalen Oberflächen, an denen die Spinnen sich entsprechend ihrer Lebensweise nicht selten aufhalten, deutlich schwieriger wäre. Eventuell spielten die Klauenbüschel und die Scopulae eine wichtige Rolle bei der Entwicklung baumbewohnender Spinnen, da beide Strukturen vermutlich bei der Anpassung der Spinnen vom Bodengrund auf die neuen Habitate in höherer Vegetation eine große Bedeutung hatten.

### Unterscheidung der Geschlechter und Jungtiere

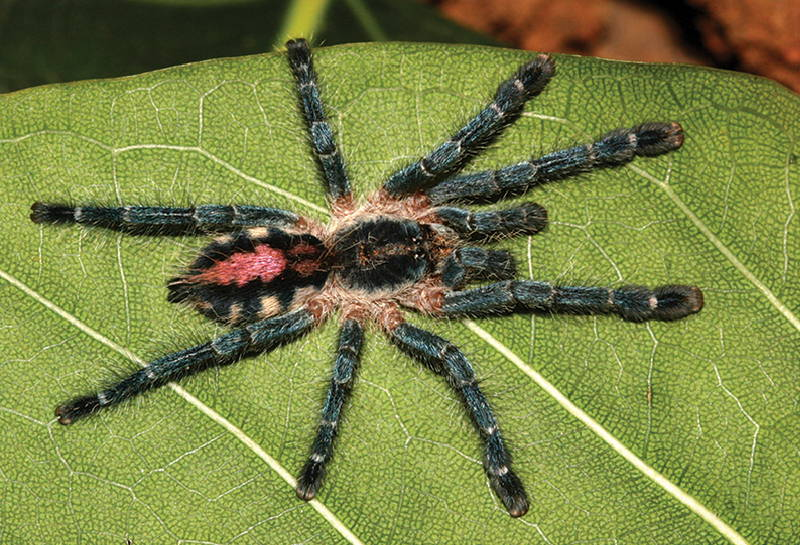
Jungtier von Ybyrapora gamba

Viele der Arten der Aviculariinae weisen auffällige ontogenetische (die Entwicklung betreffende) Unterscheidungsmerkmale hinsichtlich der Farbmuster auf. Eine Ausnahme bilden jene der Gattung Typhochlaena. Bei den Jungtieren ist oftmals auf dem Opisthosoma (Hinterleib) eine auffällige Musterung ausgeprägt, die aus Längs- und/oder Querstreifen sowie signifikanten Farbtönen besteht. Bei den ausgewachsenen Individuen verblassen diese Muster. Stattdessen sind hier schwarze, bläuliche und rötliche Farbgebungen vorhanden. Daneben ist bei den Vertretern der Unterfamilie ein starker Sexualdimorphismus (Unterschied der Geschlechter) ausgeprägt, der sich vor allem jeweils in der Färbung von Männchen und Weibchen bemerkbar macht.

### Genitalmorphologische Merkmale
| Bulbus und Tibiaapophyse | Spermatheken |
|                          |              |

Ein einzelner Bulbus (männliches Geschlechtsorgan) wird innerhalb der Familie der Vogelspinnen (Theraphosidae) dadurch charakterisiert, dass dieser ein nicht verlängertes Subtegulum (vorgesetzter Bestandteil des Tegulums, dem zweiten und mittleren Sklerit, bzw. Hartteil eines Bulbus) und einen langen und dünnen Embolus (drittes und letztes Sklerit) ohne Kiel aufweist. Bei letztgenanntem Merkmal bildet die monotypische Art Antillena rickwesti eine Ausnahme. Bei den Weibchen der Unterfamilie sind die Spermatheken (Samentaschen) gänzlich separiert.

### Brennhaare
Die Aviculariinae besitzen ähnlich wie die Arten der Unterfamilie der Theraphosinae, die ebenso zu den Vogelspinnen (Theraphosidae) zählen, Brennhaare. Dabei kommen bei den Vertretern der Aviculariinae zwei Typen der Brennhaare vor. Davon ist einer der Typ II, der unter anderem bei den Arten der Gattungen Avicularia, Iridopelma und Pachistopelma zu finden ist. Beim ausgewachsenen Weibchen der Art I. marcoi und denen der Gattung Pachistopelma gehen die Brennhaare jedoch verloren. Die Brennhaare des Typs II sind auf dem Opisthosoma ausgebildet. Der andere Typ ist der lediglich bei der Gattung Ephebobus vorkommende Typ V, wobei die Haare dort auf der distal (zur Körpermitte gerichtet) prolateralen Fläche der Femora (Schenkel) von den Pedipalpen (umgewandelte Extremitäten im Kopfbereich) ausgeprägt sind.
Die Brennhaare des Typs II sind eher breit gebaut und haben eine Länge von 0,5 bis zu 1,5 Millimetern. Versucht man diese Haare von der jeweiligen Spinne abzustreifen, fallen diese unmittelbar zu Boden. Die Haare sind über einen Stützstiel implantiert, wobei die eindringende Spitze nach unten und auf dem Körper der Spinne basal (mittig) ausgerichtet ist. Das unterscheidet die Brennhaare von den Typen I, III und IV, die bei der Unterfamilie der Theraphosinae vorkommen und bei denen die eindringende Spitze nach oben gerichtet ist. Die Spitze umfasst beim Typ II einen Bereich, der am Bereich der Implantation eines Haares auf dem Stützstiel beginnt und sich zur Spitze hin verjüngt. Außerdem sind die Haare bei diesem Typ leicht in dorsale (obere) Richtung gebogen. Die Brennhaare des Typs V sind ebenfalls breit gebaut, im Vergleich zu denen des Typs II jedoch kürzer. Außerdem besitzen sie Widerhaken und lassen sich leicht durch Luftbewegungen lösen und streuen.

## Verbreitung und Lebensräume

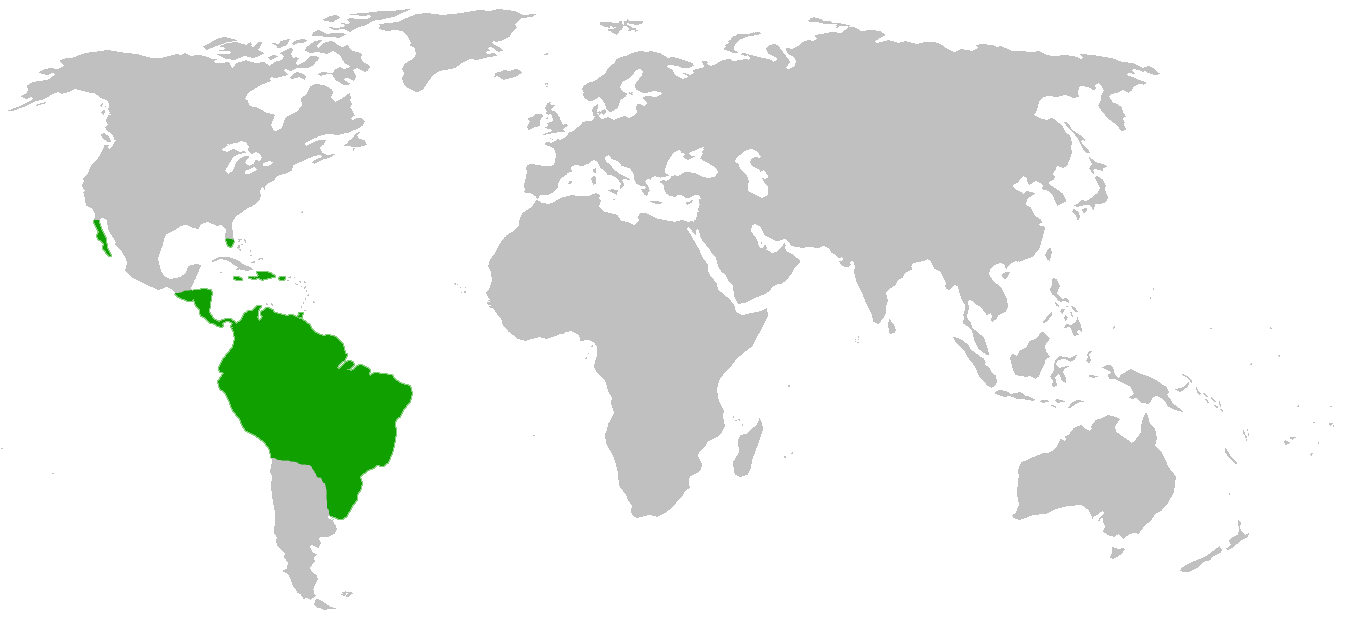
Verbreitungsgebiet der Unterfamilie nach Günter Schmidt (Stand 2003)

Alle Arten aus der Unterfamilie der Aviculariinae kommen ohne Ausnahme in der Neotropis vor. Dort bewohnen sie überwiegend tiefländische Regionen von Feuchtwäldern. Die bevorzugten Habitate (Lebensräume) können innerhalb der Unterfamilie jedoch sehr unterschiedlich ausfallen. Die Arten der Gattungen Iridopelma, Pachistopelma und Typhochalena beispielsweise sind hauptsächlich in der Mata Atlântica und dem im Norden und Nordosten Brasiliens gelegenen Teil der Caatinga sowie den dortigen Restingas verbreitet. Die Gattung Avicularia ist im tropischen Teil Amerikas vorkommend, wobei sich das Verbreitungsgebiet der Gattung nördlich von Costa Rica in südliche Richtung bis nach Bolivien und Brasilien erstreckt. Einzelne Funde von Vertretern der Gattung sollten auch im Süden Mexikos erfolgt sein. Die Arten der Gattung Ephebopus sind in der Mata Atlântica, dem nordöstlichen und zentralen in Brasilien gelegenen Teil des Amazonas-Regenwalds, Französisch-Guayana, dem Süden Surinames sowie dem Südwesten Guyanas verbreitet.
Arten der Gattung Iridopelma sind xerotherm (offene, trockene Habitate bevorzugend), wobei die Arten I. zorodes und I. katiae Bromeliengewächse als Mikrohabitat nutzen. Eine mögliche Erklärung dafür dürften Folgen des Klimawandels sein, der die Vegetation in den Verbreitungsgebieten der Spinne beeinflusste und Graslandschaften auf felsigen und sandigen Böden entstehen ließ. Als Reaktion auf diese Veränderung passten sich die Spinnen an eine Lebensweise an Felsen und den Bromelien an. Ähnlich ist die Auswahl der Mikrohabitate der Arten der Gattung Pachistopelma, bei denen es sich ebenfalls um Bromeliengewächse handelt. Dies ließe sich damit erklären, dass die Bromeliengewächse den Spinnen ausreichend Feuchtigkeit und Schutz zur Verfügung stellen. Ferner lassen sich juvenile Exemplare verschiedener Arten der Gattung Avicularia an Bromeliengewächsen vorfinden, während dieses Mikrohabitat für andere Arten aus der Unterfamilie der Aviculariinae untypisch ist. Die Vertreter der Gattung Typhochalena kommen ebenfalls in der Mata Atlântica vor, wobei T. costae jedoch trockenere Lebensräume zu bevorzugen scheint. T. seladon ist unter loser Baumrinde oder unter niedrigerem Blattwerk von Bäumen anzutreffen.

## Lebensweise

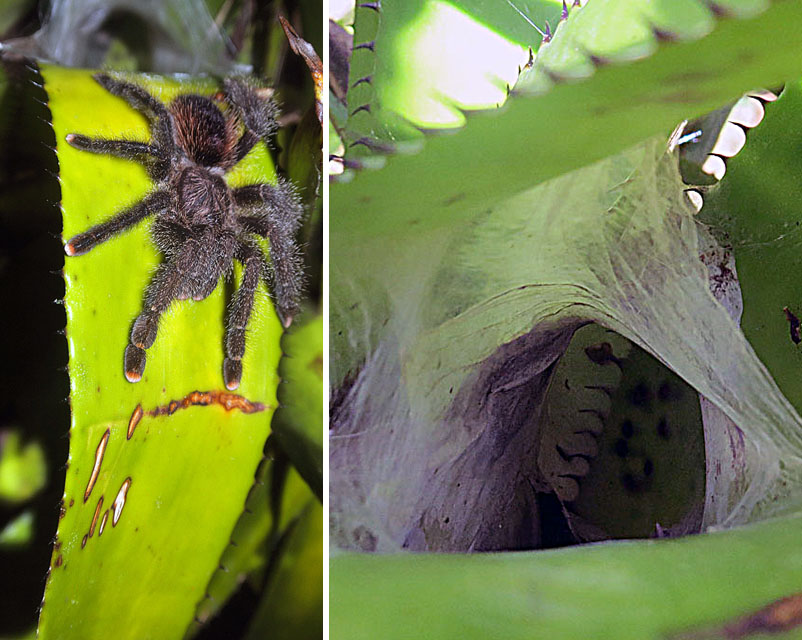
Weibchen der Gemeinen Vogelspinne (Avicularia avicularia) und sein Wohngespinst an einem Bromeliengewächs

Die überwiegende Mehrheit der zur Unterfamilie der Aviculariinae zählenden Arten leben auf Bäumen. Die Arten der Gattung Avicularia beispielsweise legen in der Vegetation, gelegentlich ersatzweise auch an menschengemachten Strukturen, ein Wohngespinst als Rückzugsort an. Während des Heranwachsens kann sich bei den Arten der Gattung Avicularia die Bevorzugung eines Rückzugsorts ändern. Dies konnte am Beispiel der Gemeinen Vogelspinne (A. avicularia) anhand von Populationen der Art nahe menschlicher Siedlungsbereiche auf Trinidad belegt werden. Die ausgewachsenen Individuen dieser Populationen fertigen mithilfe von Blättern krautiger Pflanzen, Ästen von Baumstämmen sowie die Rinde von Bäumen Unterschlüpfe an, während die Jungtiere dafür auf Blätter von niedrigen wachsende Pflanzen nutzen.

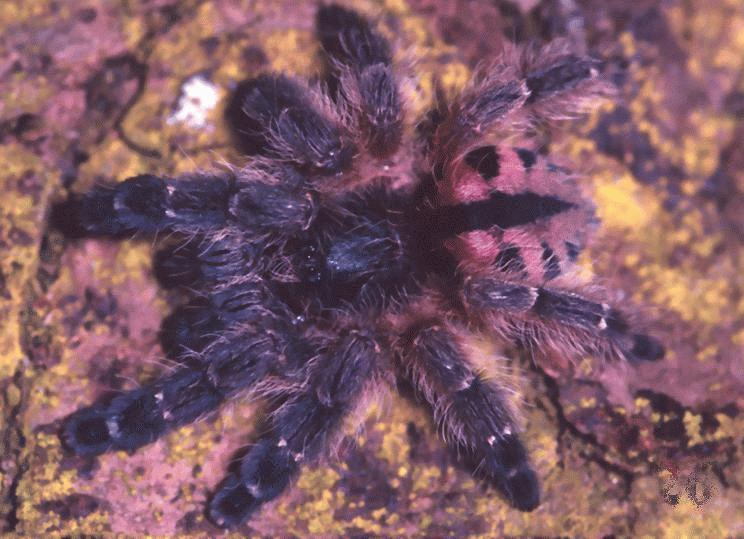
Weibchen von Typhochlena curumim auf der Rinde eines Baumes

Die Arten der Gattung Iridopelma mit Ausnahme von I. katiae und I. zorodes, die Bromeliengewächse als Rückzugsort bevorzugen, legen ihre Unterschlüpfe in einem einzelnen Blatt, das zusammengerollt und durch Spinnfäden zusammengehalten wird, oder durch zwei mittels Spinnseide miteinander verbundene Blätter an. Wie I. katiae und I. zorodes leben die beiden Arten der Gattung Pachistopelma ausschließlich an Bromeliengewächsen. Einige Arten der Gattung Typhochlaena legen Wohngespinste unter lockerer Rinde oder unter niedrigen Blattwerk von Bäumen an. Die zu dieser Gattung zählenden Arten T. costae und T. seladonia können ihre Gespinste zudem mit einem dünnen Seidendeckel verschließen.

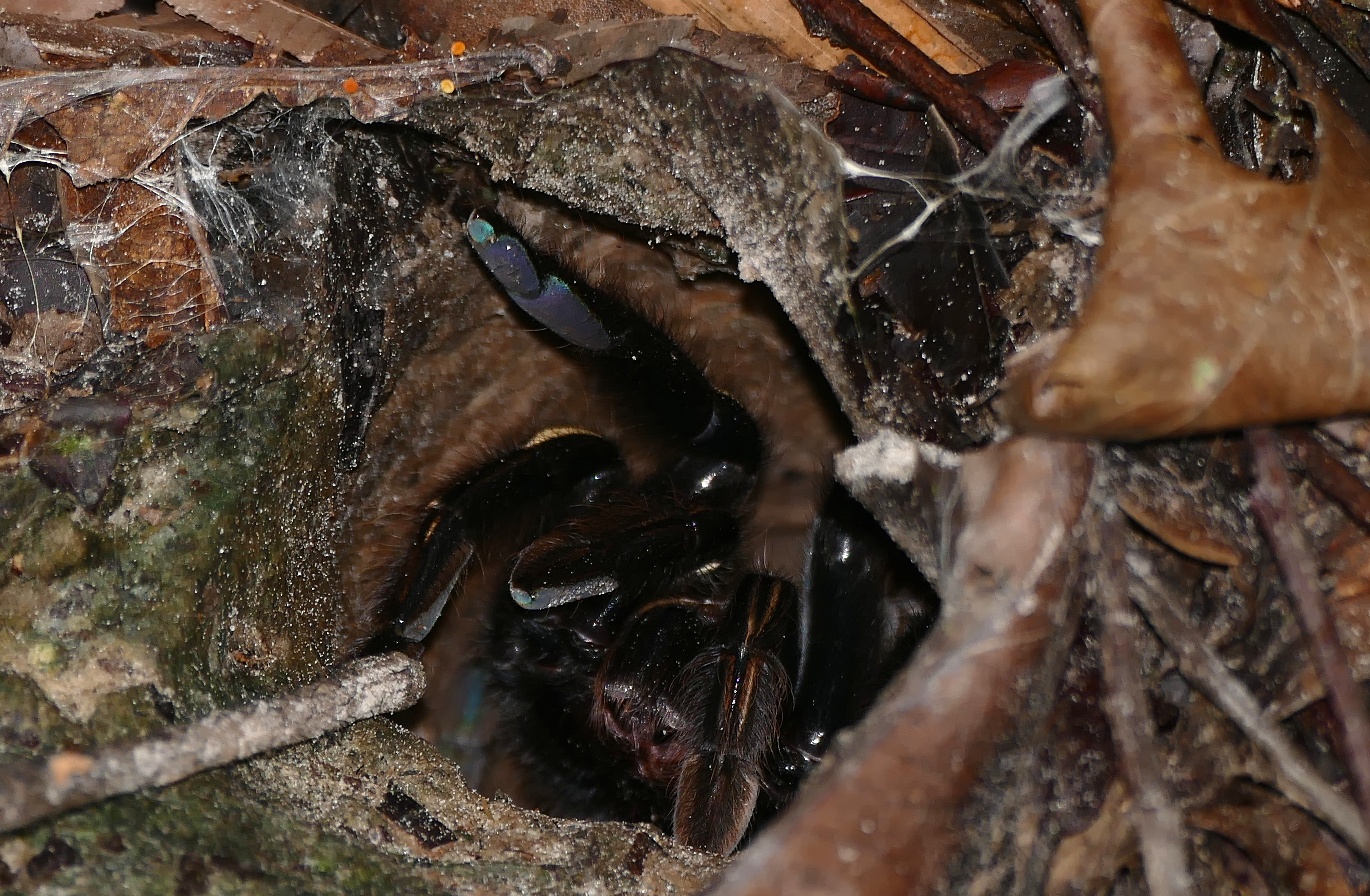
Weibchen der Goldstreifen-Vogelspinne (Ephebopus murinus) am Eingang seiner Wohnröhre

Die einzige Ausnahme der anderweitig arboreal lebenden Vertreter der Aviculariinae bilden die Arten der Gattung Ephebobus. Die Arten dieser Gattung nutzen liegende hohle Baumstämme, oder Löcher und Höhlen stehender Bäume, verlassene Nester baumbewohnender Termiten, und Moose an schattigen Felswänden. Die Rückzugsorte können von den Spinnen mit schlauchförmigen Gespinsten erweitert werden, die mit Erde und Pflanzenresten getarnt werden. Adulte und fast ausgewachsene Individuen der Goldstreifen-Vogelspinne (E. murinus) legen, wie andere bodenbewohnende Vogelspinnen (Theraphosidae), selbstgegrabene Wohnröhren an, die in einer Kammer enden. Der Eingang der Wohnröhre ist mit einem aufwendigen trompetenförmigen Gespinst versehen. Jüngere Exemplare der Art legen ihre Wohngspinste jedoch noch an terrestrischen Bromeliengewächsen an.
Gegen Prädatoren (Fressfeinde) verteidigen sich die Arten der Aviculariinae unter anderem mittels ihrer Brennhaare. Die des Typs II wirken beim Kontakt. Beim Berühren des Opisthosoma der Spinne werden die Haare in Richtung ihres hinteren (posterioren) Endes gedrückt, wodurch deren spitzes Ende angehoben wird und dadurch in Kontakt mit dem berührenden Objekt gerät. Dadurch können die spitzen Brennhaare die Haut von Prädatoren durchdringen und sich durch nach hinten gerichtete Widerhaken verfangen. Durch Bewegungen der Spinnen wird das Eindringen der Haare offenbar verstärkt. Die Arten der Gattung Ephebobus zählen zu den sog. „Bombardierspinnen“, die ihre Brennhaare bei Störung einem Angreifer entgegenstreuen.

## Systematik

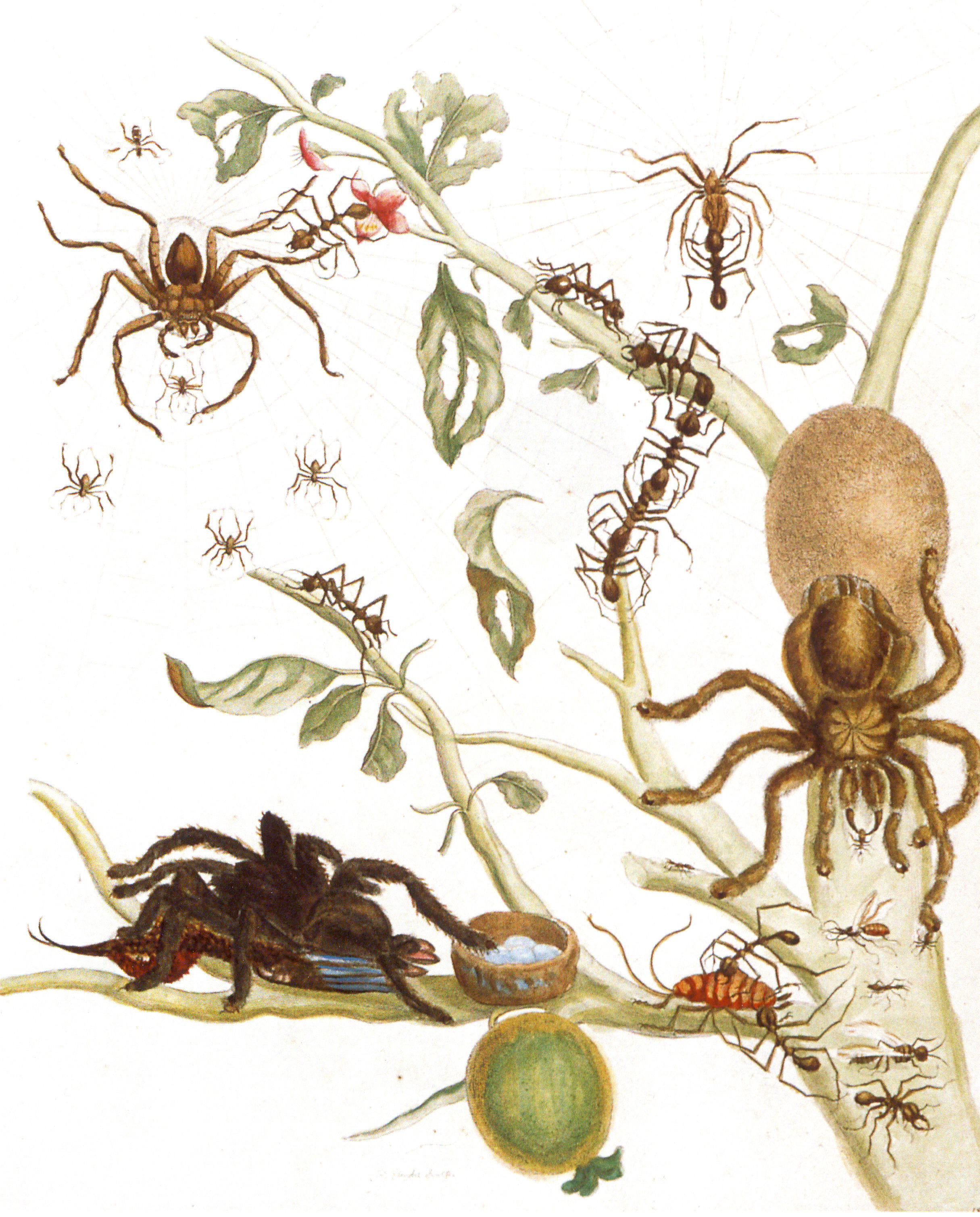
Bildtafel XLIII. „Spinnen, Ameisen und Kolibri auf einem Ast der Guave“ aus dem Werk Metamorphosis insectorum Surinamensium von Maria Sibylla Merian aus dem Jahr 1705

Die Systematik der Unterfamilie der Aviculariinae erfuhr vermehrt Änderungen. Der Unterfamilienname „Aviculariinae“ selber leitet sich wie bei der Gattung Avicularia von dem lateinischen Wort avis für „Vogel“ ab und deutet somit auf die Annahme, dass diese Spinnen Vögel jagen.
Da früher die Farbmusterungen und ontogenetischen (die Entwicklung betreffenden) Merkmale gegenüber genitalmorphologischen Merkmalen bei verschiedenen Arten der Aviculariinae als Differenzierungsmerkmale zwischen diesen angesehen wurden, kam es in der Vergangenheit nicht selten zu fehlerhaften Artbeschreibungen. Aufgrund dessen wurden viele Arten, die einst zur Unterfamilie der Aviculariinae zählten, mit anderen synonymisiert und verloren somit ihren Artstatus.

### Taxonomische Forschungsgeschichte
Der Anfang der Taxonomie der Aviculariinae geht auf das Jahr 1802 zurück, einem Zeitpunkt, in dem wissenschaftliche Studien über Spinnentiere ebenfalls noch vergleichsweise neu waren. Charles Athanase Walckenaer schlug im Jahr 1802 zur Differenzierung von den anderen damals zur Gattung Aranea zählenden Spinnen den Term „Mygale“ vor, der die beiden Gruppen der „mineuses“ und die der „aviculaires“ beinhaltet. Für Arten beider Gruppen typisch seien die zwei Paare von Buchlungen (Atmungsorgane bei Spinnen) und paraxialen (neben der Achse befindlichen) Cheliceren. Pierre André Latreille übernahm im gleichen Jahr die Bezeichnung „Mygale“ und machte aus ihm eine Gattung, die damals die größte Anzahl heute zur Unterordnung der Vogelspinnenartigen (Myglamorphae) zählenden Arten beinhaltete. Auch die Gattung Ctenize (heute Cteniza) zählte zur Gruppe der „mineuses“. Guillaume-Antoine Olivier führte 1811 die Anwendung der Begriffe nach Walckenaers Vorbild fort und übernahm auch die von Latreille aufgestellte Gattung Mygale. Er beschränkte diese allerdings nur alle zur Gruppe der „mineuses“ gehörenden Arten, während die der „aviculaires“ von ihm in der Gattung Aranea geführt wurden. Jean-Baptiste de Lamarck folgte 1818 der Anwendung von Latreille, stellte jedoch für die Spinnen der Gruppe der „aviculaires“ die noch heute bestehende Gattung Avicularia auf. Zu dieser zählten damals die drei Arten A. canceridea, A. blondii und A. fasciata. Der Gattungsname Mygale wurde später unbrauchbar, da er bereits als jüngeres Synonym einer 1800 von Georges Cuvier erstbeschriebenen Gattung der Säugetiere war.
Eugène Simon erstellte 1892 in seinem berühmten Werk „Histoire naturelle des Araignées“ eine Klassifikation für die Ordnung der Webspinnen (Araneae), in der er zwei Unterordnungen der „Araneae theraphosae“ und die der „Araneae verae“ vorschlug. Die erste bestand aus der Familie der Mesothelae (heute die Unterordnung der Gliederspinnen) und den heute zu den Vogelspinnenartigen zählenden Arten. Letztere Unterordnung wurde in die Familien der heute zu den Gliederspinnen zählenden Familien der Liphistiidae, der Aviculariidae und der Tapezierspinnen (Atypidae) unterteilt. Simon gliederte zeitgleich einige Unterfamilien an, davon war eine die der Aviculariinae, die heute jedoch der ebenfalls zu den Vogelspinnen (Theraphosidae) zählenden Unterfamilie der Theraphosinae entspricht. Die damalige Unterordnung der Aviculariinae unterteilte er in 10 Gruppen. Eine dieser Gruppen wurde „Avicularieae“ genannt und setzte sich aus den Gattungen Avicularia und Tapinauchenius zusammen. Simon synonymisierte 1892 die 1850 von Carl Ludwig Koch erstbeschriebene Gattung Typhochlaena mit der Gattung Avicularia. Reginald Innes Pocock gliederte 1901 die Gattungen Ephebopus, Iridopelma, Pachistopelma und Psalmopoeus der Unterfamilie Aviculariinae unter und schlug selbiges für die afrikanischen Gattungen Heteroscodra und Scodra vor, wobei letztere heute der ebenfalls in Afrika verbreiteten Gattung Stromatopelma entspricht. Simon folgte Pococks Vorschlägen und gliederte die afrikanischen Gattungen der Unterfamilie unter, transferierte die Gattung Ephebopus jedoch zur heute mit der Unterfamilie der Eumenophorinae synonymisierten Unterfamilie der Phoneyuseae und synonymisierte außerdem die Gattung Iridopelma mit der Gattung Avicularia. Cândido Firmino de Mello-Leitão kam 1923 zum Entschluss, dass lediglich die in Amerika vorkommenden Arten der „Avicularias“-Gruppe zugehörten und fügte die Gattung Ancylochiros hinzu, die heutzutage als Synonym der Gattung Avicularia gilt. Außerdem revalidierte er die Gattung Typhochlaena und synonymisierte die Gattung Iridopelma mit ersterer, sodass diese nicht mehr als Synonym der Gattung Avicularia galt. Schlussendlich wandte Carl Friedrich Roewer 1942 für seinen Katalog die taxonomische Kategorie der Unterfamilie der Avicularieae an und gliederte die Gattungen Heteroscodra und Scodra wieder sowie zusätzlich die heute mit der Gattung Avicularia synonymisierte Gattung Avicuscodra zu der Unterfamilie. Ferner wurde unter Roewer die Gattung Typhochlaena erneut mit der Gattung Avicularia synonymisiert. Die Gattung Ancylochiros transferierte er zur Unterfamilie der Ischnocolinae und die Gattung Ephebopus zu der mittlerweile aufgelösten Unterfamilie der Eumenophoriinae.
Robert John Raven führte 1985 erstmals eine taxonomische Revision und phylogenetische Analyse der Vogelspinnenartigen durch, für die er jedoch nur auf morphologische Merkmalen der Spinnen und nicht auf eine kladistische Software zurückgriff. Als Resultat der Revision bildeten die Gattungen Avicularia, Iridopelma, Pachistopelma und Tapinauchenius den festen Bestandteil der Unterfamilie. Außerdem transferierte er die Gattung Ephebopos zur Unterfamilie der Theraphosinae, die Gattungen Stromatopelma und Heteroscodra zur Unterfamilie der Eumenophorinae und die Gattung Psalmopoeus zur Unterfamilie der Selenocosmiinae. Raven stellte für die Unterfamilie der Aviculariinae folgende Merkmale auf: Das Vorhandensein eines dornartigen Prozesses (Fortsatzes) zwischen den Lappen bei einem Tarsus eines einzelnen Pedipalpus bei den männlichen Tieren mit Aufnahme bei der Gattung Tapinauchenius, Tarsen, die genauso breit oder breiter als die Metatarsen sind und Beine, die nur wenige bis gar keine Dornen besitzen. Sylvia Marlene Lucas ordnete die Gattung Ephebobus bereits wieder 1991 anhand der von Raven genannten Merkmalen der Unterfamilie der Aviculariinae unter, während er zeitgleich erstmals ein Männchen der Goldstreifen-Vogelspinne (E. murinus) erstbeschrieb. Dieses wies auch für die Unterfamilie typische Merkmale, wie einen gewundenen Embolus ohne Kiel auf. Außerdem bemerkte Lucas, dass bei den männlichen Tieren der Gattungen Ephebopus und Tapinauchenius der Dornfortsatz an den Tarsen der Pedipalpen fehle, betrachteten die breiten Polstergebilde der Metatarsen. Sie betrachtete jedoch die verlängerten Emboli und das Fehlen von Stacheln an den Beinen jedoch als synapomorphische (gemeinsam bei unmittelbar verwandten Taxa auftretende und apomorphe, bzw. für diese Taxa typische) Merkmale der Aviculariinae, was die Umgliederung beider Gattungen in die Unterfamilie ermöglichte.
Eine erste Untersuchung der phylogenetischen (stammesgeschichtlichen) Beziehungen der Unterfamilie der Aviculariinae geschah 2008 seitens Rick C. West anhand einer taxonomischen Überprüfung und kladistischen Analyse der Gattung Ephebopus. Zuvor wurde die Unterfamilie der Aviculariinae als monophyletisches (einstämmiges) Taxon betrachtet, das verschiedene Abstammungslinien umfasst. Diese Annahme rührte von der Präsenz der gut entwickelten Scopulae, die sich jeweils lateral hauptsächlich bei den beiden vorderen Beinpaaren auf den Tarsen und Metatarsen ausgebildet ist, obgleich diesbezüglich Parallelen zur nicht näher verwandten Vogelspinnengattung Poecilotheria bestehen. Nach West beinhaltet die Unterfamilie der Aviculariinae die afrikanischen Gattungen Stromatopelma und Heteroscodra, sowie die amerikanischen Gattungen Avicularia, Ephebopus, Iridopelma, Pachistopelma, Psalmopoeus und Tapinauchenius. Diese Schlussfolgerung stimmt mit Pococks Vorschlag von 1901 überein. Nach West konnte jedoch die Entstehung von zwei Unterfamilien abgeleitet werden, von denen sich eine aus den Gattungen Avicularia, Heteroscodra, Iridopelma, Pachistopelma und Stromatopelma und die andere aus den Gattungen Ephebopus, Psalmopoeus und Tapinauchenius zusammensetzt.
Rogério Bertani führte 2012 eine taxonomische Überprüfung der Gattungen Iridopelma, Pachistopelma und Typhochlaena durch und revalidierte letztere Gattung trotz ihrer schwierigen Stellung erneut. Seinen Ergebnissen nach ist die Unterfamilie der Aviculariinae als ein paraphyletisches (aus größeren und davon abgespalten mehreren kleineren Gruppen bestehendes) Taxon zu werten. Eine darin enthaltene Klade umfasste die Gattungen Ephebopus sowie die sich näherstehenden Gattungen Psalmopoeus und Tapinauchenius als Schwestergruppe einer Klade, die aus den Gattungen Pelinobius und Phlogiellus bestünde. Eine weitere Klade bestand aus den Gattungen Avicularia, Heteroscodra, Iridopelma, Typhochlaena, Pachistopelma und Stromatopelma, als Schwestergruppe einer weiteren Klade, die sich aus der monotypischen Gattung Encyocratella bzw. der Art E. olivacea, der mittlerweile mit der Gattung Cyriopagopus synonymisierte Gattung Haplopelma und der Gattung Poecilotheria zusammensetzte. Bertani erwog die Möglichkeit, Änderungen in der Zusammensetzung der Unterfamilie der Aviculariinae vorzunehmen, was mithilfe von Revisionen anderer Gattungen, darunter Avicularia und Psalmopoeus, und zusätzlichen Informationen der außenstehenden Taxa ermöglicht werden könnte.
Die Gattung Avicularia erfuhr 2017 seitens Bertani und Caroline Sayuri Fukushima eine Revision. Selbige Autoren beschrieben zeitgleich auch die zur Unterfamilie der Aviculariinae zählenden Gattungen Antillena, Caribena und Ybyrapora. Außerdem stellten Bertani und Fukushima die Monophylie der Unterfamilie fest und übernahmen die Resultate von West, während sie sich die noch heute für die Familie als typisch geltenden und homoplastischen (bei mehreren Taxa jeweils voneinander unabhängig entstandenen) Merkmalen. Laut den Resultaten der 2017 von Fukushima und Bertani durchgeführten Analysen beinhaltet die Unterfamilie der Aviculariinae die Gattungen Antillena, Avicularia, Caribena, Ephebopus, Heteroscodra, Iridopelma, Pachistopelma, Psalmopoeus, Stromatopelma, Tapinauchenius, Typhochlaena und Ybyrapora. Die Klade aus den Gattungen Ephebopus, Psalmopoeus und Tapinauchenius wird nach Fukushima und Bertani als Schwestergruppe zu allen verbleibenden Aviculariinae geführt.
Die Monophylie und die verwandtschaftlichen Verhältnisse innerhalb der Unterfamilie der Aviculariinae wurden in insbesondere zwischen 2010 und 2020 kontrovers diskutiert, zumal die Einordnung der Klade aus den Gattungen Ephebopus, Psalmopoeus und Tapinauchenius umstritten war. Weitere kladistische Untersuchungen der Unterfamilie erfolgten 2018 von Martin Hüsser und von Tim Lüddecke sowie Steven P. Turner im gleichen Jahr. Alle drei Autoren kamen zu dem Entschluss, die Unterfamilie der Aviculariinae als Schwestergruppe der Unterfamilien der Schismatothelinae und der Psalmopoeinae zu führen. Dies konnte 2019 von Saoirse Foley anhand transkriptomischer (die Gesamtheit aller in einer Zelle hergestellten RNA-Moleküle umfassender) Untersuchungen bestätigt werden. Lüddecke transferierte auch die beiden Gattungen Stromatopelma und Heteroscodra wieder aus der Unterfamilie der Aviculariinae aus und stellte für beide Gattungen die Unterfamilie der Stromatopelmatinae auf, die eine Schwestergruppe zur Unterfamilie der Harpactirinae gilt, was insbesondere durch phylogenetische Analysen ermöglicht werden konnte.

### Gattungen und einzelne Arten
- Avicularia (Lamarck, 1818)
  - Gemeine Vogelspinne (Avicularia avicularia) (Linnaeus, 1758)
  - Avicularia juruensis (Mello-Leitão, 1923)
  - Avicularia minatrix (Pocock, 1903)
  - Avicularia purpurea (Kirk, 1990)
- Antillena (Bertani, Huff & Fukushima, 2017)
  - Antillena rickwesti (Bertani & Huff, 2013)
- Caribena (Fukushima & Bertani, 2017)
  - Caribena versicolor (Walckenaer, 1837)
- Ephebopus (Simon, 1892)
  - Blauzahn-Vogelspinne (E. cyanognathus) West & Marshall, 2000
  - Goldstreifen-Vogelspinne (E. murinus) (Walckenaer, 1837)
  - Berg-Vogelspinne (E. rufescens) West & Marshall, 2000
- Iridopelma (Pocock, 1901)
- Pachistopelma (Pocock, 1901)
  - Pachistopelma rufonigrum (Pocock, 1901)
- Typhochlaena (C. L. Koch, 1850)
- Ybyrapora (Fukushima & Bertani, 2017)
  - Ybyrapora diversipes (C. L. Koch, 1842)
  - Ybyrapora gamba (Bertani & Fukushima, 2009)
  - Ybyrapora sooretama (Bertani & Fukushima, 2009)